# Kang Moon-suk
Moon Suk (Geburtsname Kang Moon Suk; * 8. März 1965 in der Provinz Gyeongnam, Südkorea) ist eine in Berlin lebende südkoreanische Sopranistin, Fernsehmoderatorin, Schauspielerin, Dichterin und Synchronsprecherin. Seit 2010 ist sie deutsche Staatsbürgerin.

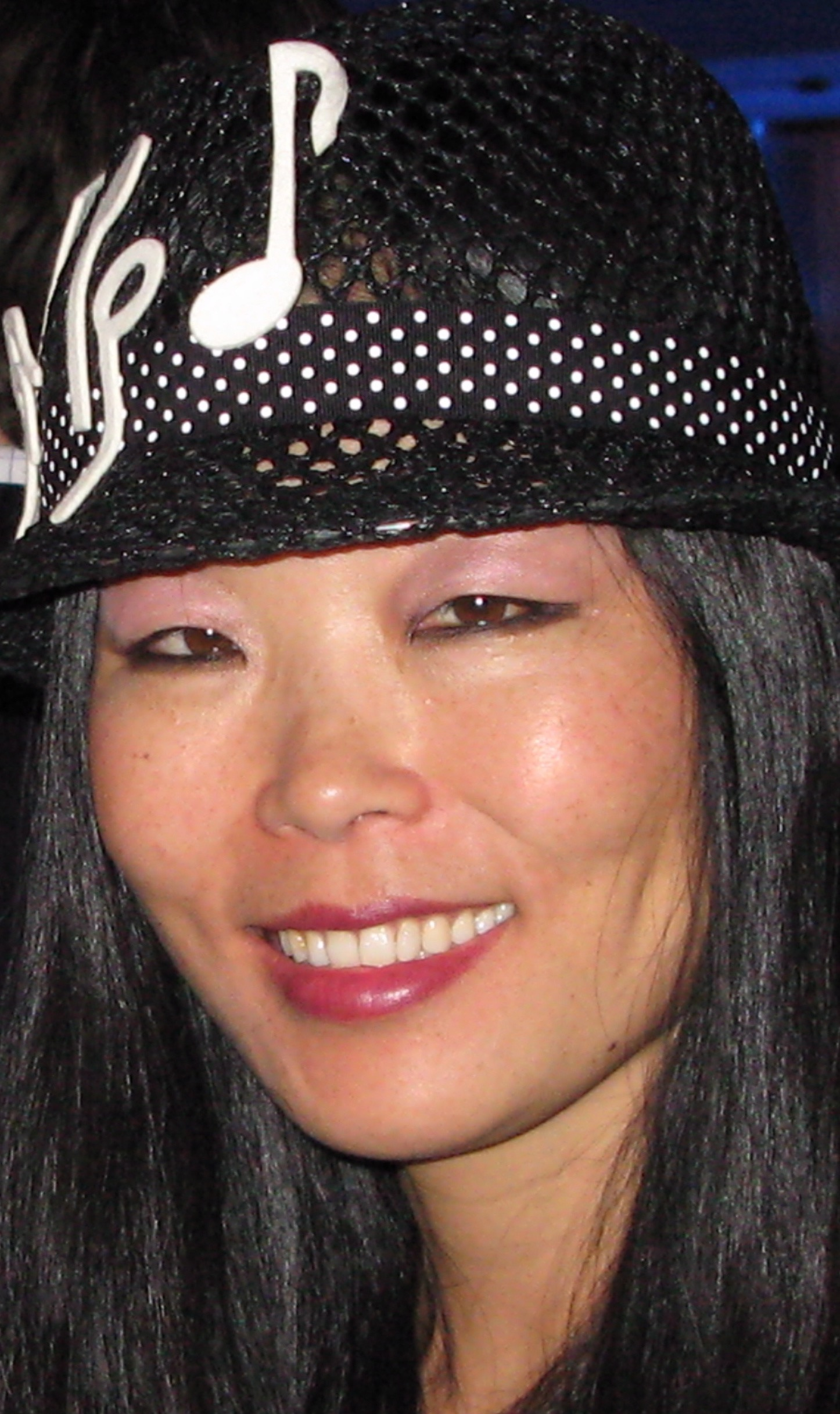
Moon Suk

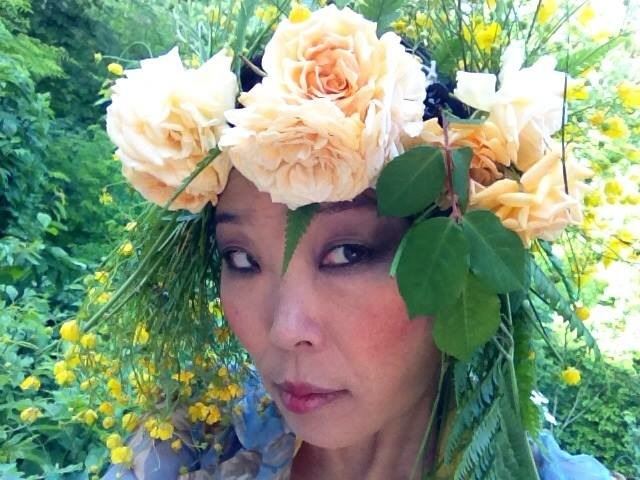
Moon Suk

## Leben
Die Wahlberlinerin studierte zunächst Kirchenmusik an der Ewha Womans University in Seoul und kam 1989 für ein Aufbaustudium Operngesang und Gesang für Lied und Oratorium (mit Richard Wagner Stipendium) nach Deutschland an die Hochschule für Musik Karlsruhe.
Während des Studiums unter Lucretia West und Marga Schiml nahm sie an verschiedenen internationalen Meistergesangskursen, u. a. bei Elisabeth Schwarzkopf, Ingrid Bjoner, Anna Reynolds, Hermann Winkler teil und gestaltete Liederabende und Konzerte u. a. in Österreich, Russland, Brasilien, Frankreich, Schweiz, U.K. und Südkorea. 1993, nach ihrem Debüt als Erste Dame in Die Zauberflöte im Rahmen der Opernfestspiele Heidenheim, gründete sie die Künstlergruppe Pandora und leitete diese von 1996 bis 2000 als Sängerin und Regisseurin. 2003 entwickelte Moon Suk für Radio Bremen die deutsch/koreanischen Texte sowie das Konzept zur Improvisation für die Uraufführung der Oper Eine unbekannte Zeit mit dem Erfinder des Steel-Cellos Robert Rutman.
Als Synchronsprecherin war ihre bekannteste Sprechrolle die der Sun Kwon in der Serie Lost. Weiterhin tritt die zweifache Mutter als Sopranistin auf, geht daneben aber ganz verschiedenen Aktivitäten nach: so veröffentlichte sie mehrere Bücher, darunter ein Interview-/Porträtbuch (u. a. mit Meret Becker, Erdal Yıldız, Dr. Motte, Judy Winter und Detlev Buck, fotografiert von Jim Rakete) und mehrere Gedichtbände. Daneben arbeitet sie als Tänzerin, Choreografin, Performance-Künstlerin und Schauspielerin. 2003 und 2004 spielte sie in drei Tatortfolgen und modelte für die Hutmacherin Fiona Bennett.
2005 bis 2007 war sie „Kulturbotschafterin“ im ZDF-Morgenmagazin. Im Europäischen Jahr des interkulturellen Dialogs 2008 engagierte sich Moon Suk als Botschafterin in Deutschland. Ziel der Kampagne der Europäischen Kommission war, die Menschen in allen 27 EU-Ländern über die Vorteile von Vielfalt zu informieren und sie für einen interkulturellen Austausch zu begeistern.
Anlässlich des 20-jährigen Aufenthalts in Deutschland veröffentlichte die Südkoreanerin 2009 ihren 100-seitigen Foto- und Gedichtband Moon Suk – Ich bin eine Koreanerin. 2011 entwickelte Moon ihr Konzept der einaktigen Bonsai-Oper am Beispiel von Madama Butterfly und trat in Letters of Butterfly als Geisha Cho-Cho-San alias Butterfly auf. Alle weiteren Rollen, wie die der Zofe Suzuki, des US-amerikanischen Marineoffiziers Pinkerton, auch die des Konsuls Sharpless wurden von Musikern des Vogler-Quartetts arrangiert und interpretiert. Die Uraufführung am 21. Juni desselben Jahres in Homburg/Saarland wurde mit stehenden Ovationen gefeiert.
Im selben Jahr rief die Künstlerin Fun-For-Writing e. V. ins Leben. Der Verein versteht sich als eine die gesellschaftlichen Schichten übergreifende Inspiration für den Spaß am Schreiben. Im Weiteren initiierte der Verein den bundesweiten Schreibwettbewerb Federleicht, unter der aktuellen Schirmherrschaft des Bundesvorsitzenden von Bündnis 90/Die Grünen, Cem Özdemir.
2012 beendeten Moon Suk und der Komponist Jan Giese ihre Arbeit an der CD Seasons. Das Album kombiniert Rezitation mit klassischem Gesang, Lounge-Musik mit Club Sound. Unter den zwölf Titeln finden sich zudem zwei Songs, die die Regisseurin Uta Arning in ihrem japanischen Kinofilm Snowchild (2011) verwendete.
2013 fanden zwei Preisverleihungen des Federleicht-Schreibwettbewerbs statt: Im Januar 2013 in der Neuköllner Oper für den Schreibwettbewerb im Jahr 2012 und im November 2013 im Otto-Braun-Saal der Staatsbibliothek zu Berlin für den Schreibwettbewerb im Jahr 2013.

## Film/TV/Bühne
- 1993 Die Zauberflöte (als Erste Dame)
- 1999 Marienhof (als Heiratsvermittlerin Fr. Pak)
- 2000 Abriss einer Erinnerung (als Akiko (Bogenschützin))
- 2000 Zöeter (als Dr. Hang)
- 2001 Frau2 sucht Happy End (als Kassiererin)
- 2001 My Sweet Home (als Mai Lee) Berlinale 2001
- 2002 The King and I (als Lady Thiang) Oper, London Palladium
- 2002 God is no Soprano (als Nonne)
- 2003 Kleine Schwester (als Chinesin)
- 2005 Tatort - Ein Glücksgefühl (als Moon)
- 2005 Tatort – Schürfwunden (als Rosalie)
- 2005 Einsatz in Hamburg (als Angelique)
- 2005 ZDF-Morgenmagazin
- 2006 Kroll-Oper (als Fremde Sängerin)
- 2006 ZDF-Morgenmagazin
- 2007 Kinder, Kinder
- 2007 ZDF-Morgenmagazin[8]
- 2008 Amerikan Tet (als Nuh) etb Theater Berlin
- 2009 Festbühne Saarbrücken, Festtag zur Wiedervereinigung
- 2010 Moon’s Living Moving Art in Zusammenarbeit mit Kia Motors[9]
- 2011 Letters of Butterfly, Kammermusiktage Homburg/Saarland (als Cho-Cho-San alias Butterfly)
- 2012 Eröffnungsveranstaltung: Modemesse Bread & Butter[10]
- 2012 Lesung über Nam June Paik - Kunstmuseum Bochum[11]
- 2013 1. Federleicht-Schreibwettbewerb - Preisverleihung in Neuköllner Oper - künstlerische Leitung
- 2013 2. Federleicht-Schreibwettbewerb - Preisverleihung im Otto-Braun-Saal der Staatsbibliothek zu Berlin - künstlerische Leitung[7]
- 2021: Um Himmels Willen (Fernsehserie)
- 2021: SOKO Köln (Fernsehserie, Folge Schwarzer Tag)

## Bücher
- 2004 Moon like Moon, 44 Gedichte in Englisch/Deutsch; ISBN 3-00-015137-0
- 2006 Mond und Sterne, 22 poetische Porträts/Interviews; ISBN 978-3-8052-0810-9
- 2007 Mondsüchtig – 66 erotische Seiten von Moon Suk, Gedichte; ISBN 978-3-88769-367-1
- 2009 Moon Suk – Ich bin eine Koreanerin, Texte/Fotos/Gedichte; ISBN 978-3-9812963-0-3
- 2012 Schreiben ist federleicht! Nr. 1 - Herausgeberin - ISBN 978-3-9812963-1-0
- 2013 Schreiben ist federleicht! Nr. 2 - Herausgeberin - ISBN 978-3-9812963-3-4

## Diskografie
- 2003: Eine Unbekannte Zeit (1 Titel)
- 2012: Seasons (12 Titel)
- 2012: Singen ist federleicht! Doppel-Musik-CD - Produzentin